# Martin Guntau
Martin Guntau (* 12. Oktober 1933 in Gilgenau; † 26. Juli 2019 in Leipzig) war ein deutscher Mineraloge und Wissenschaftshistoriker.

## Leben
Guntau wurde als Sohn eines Lehrers geboren und legte 1953 an der Goethe-Oberschule in Ludwigslust das Abitur ab. Danach studierte er Mineralogie und Geologie an der Bergakademie Freiberg und der Humboldt-Universität zu Berlin. 1958 erwarb er in Freiberg den Grad eines Diplom-Mineralogen. Anschließend arbeitete er als wissenschaftlicher Mitarbeiter an der Abteilung Fernstudium der Bergakademie.
1961 wurde er Aspirant für Philosophie und Geschichte der Naturwissenschaften an der Humboldt-Universität, 1964 schloss er mit der Dissertation Bemerkungen zu den Begriffen Aktualismus und Gesetz in den geologischen Wissenschaften seine Promotion ab und ging zurück nach Freiberg, wo er als Kustos die Geowissenschaftlichen Sammlungen betreute und Lehraufträge zu philosophischen und historischen Themen der geologischen Wissenschaften erhielt.
Mit der Dissertation B Zu den weltanschaulichen Voraussetzungen und den Bedingungen im Bereich der Produktivkräfteentwicklung für das Entstehen der Geologie als naturwissenschaftliche Disziplin habilitierte er sich 1976 an der Humboldt-Universität. Im gleichen Jahr nahm er eine Stelle als Dozent für Wissenschaftsgeschichte an der Universität Rostock an, 1981 wurde er ordentlicher Professor. Von 1986 bis 1989 wirkte er als Direktor der Sektion Geschichte. Im Jahr 1992, nach Aufhebung des Lehrstuhls Wissenschaftsgeschichte, ging er in den Vorruhestand.
Martin Guntau war Mitglied in zahlreichen wissenschaftlichen Gremien, z. B. in der Deutschen Gesellschaft für Geschichte der Medizin, Naturwissenschaft und Technik (DGGMNT), der Deutschen Gesellschaft für Geowissenschaften (DGG), der History of Science Society (HSS) und der History of Earth Science Society (HESS). Er wurde 1967 in die International Commission on the History of Geological Sciences (INHIGEO) gewählt. Von 1976 bis 1984 war er ihr Generalsekretär, von 1989 bis 1992 Präsident.
Mehrfach wurde er ausgezeichnet: 1967 erhielt er die Ehrennadel der Bergakademie Freiberg, 1980 die Abraham-Gottlob-Werner-Ehrennadel der Gesellschaft für Geologische Wissenschaften der DDR, 1984 die Silbermedaille des Ministeriums für Geologie der UdSSR und 1993 den History of Geology Award der Geological Society of America. 1997 verlieh ihm die Geological Society of London für seine Arbeiten zur Geschichte der geologischen Wissenschaften die Sue Tyler Friedman Medal. Er war der erste Deutsche, dem diese Ehre zuteilwurde.
Er war verheiratet mit Brigitte Reh und hatte zwei Kinder.